# Murat-beg Tardić
Murat-beg Tardić (Šibenik, ? - ?, svibanj 1545.), bio je hrvatski vojskovođa u službi Osmanskog Carstva. Značajan kao zapovjednik napada na Klis, krajnju točku u Dalmaciji koja je pala u turske ruke. U karijeri je bio kliški i požeški sandžak-beg, ćehaja vojskovođe Gazi Husrev-bega i prvi mutevelija Gazi-Husrev-begovog vakufa.
Imao je brata Jurja, katoličkog svećenika. Kao mladi zarobljenik došao je na Gazi Husrev-begov dvor, gdje je prihvatio prijeći na islam. Vodio je više osvajačkih pohoda protiv hrvatske vojske u današnjoj sjevernoj Bosni i Hrvatskoj. Godine 1528. osvojio je Jajce.
Sultan Sulejman Veličanstveni poslao je 1536. godine 8 000 osmanskih vojnika, pod Tardićevim zapovjedništvom, opsjedati klišku tvrđavu. Kako su kliški uskoci uznemiravali Bosansku krajinu, njegova se vojska stalno nalazila oko Klisa. U blizini Sinja, Murat-beg Tardić podiže dvije utvrde, kako bi presjekao dovod hrane i drugog materijala nepristupačnom Klisu. Opkoljenom Klisu u pomoć pristiže hrvatska vojska, predvođena Petrom Kružićem. Tardić ga presreće kod Solina, gdje ga je i potukao. Klis je pao 12. ožujka 1537. godine, a Tardiću je za zasluge dodijeljen naslov prvoga kliškog sandžakbega. Dao je podići klišku džamiju, koja je nosila njegovo ime.
Godine 1543. je smješten na položaj požeškog sandžakbega gdje je i ostao do svoje smrti 1545. godine. Pokopan je u haremu Begove džamije u Sarajevu, u manjem turbetu, pokraj Gazi Husrev-bega.